# Joseph Max (Bildhauer)

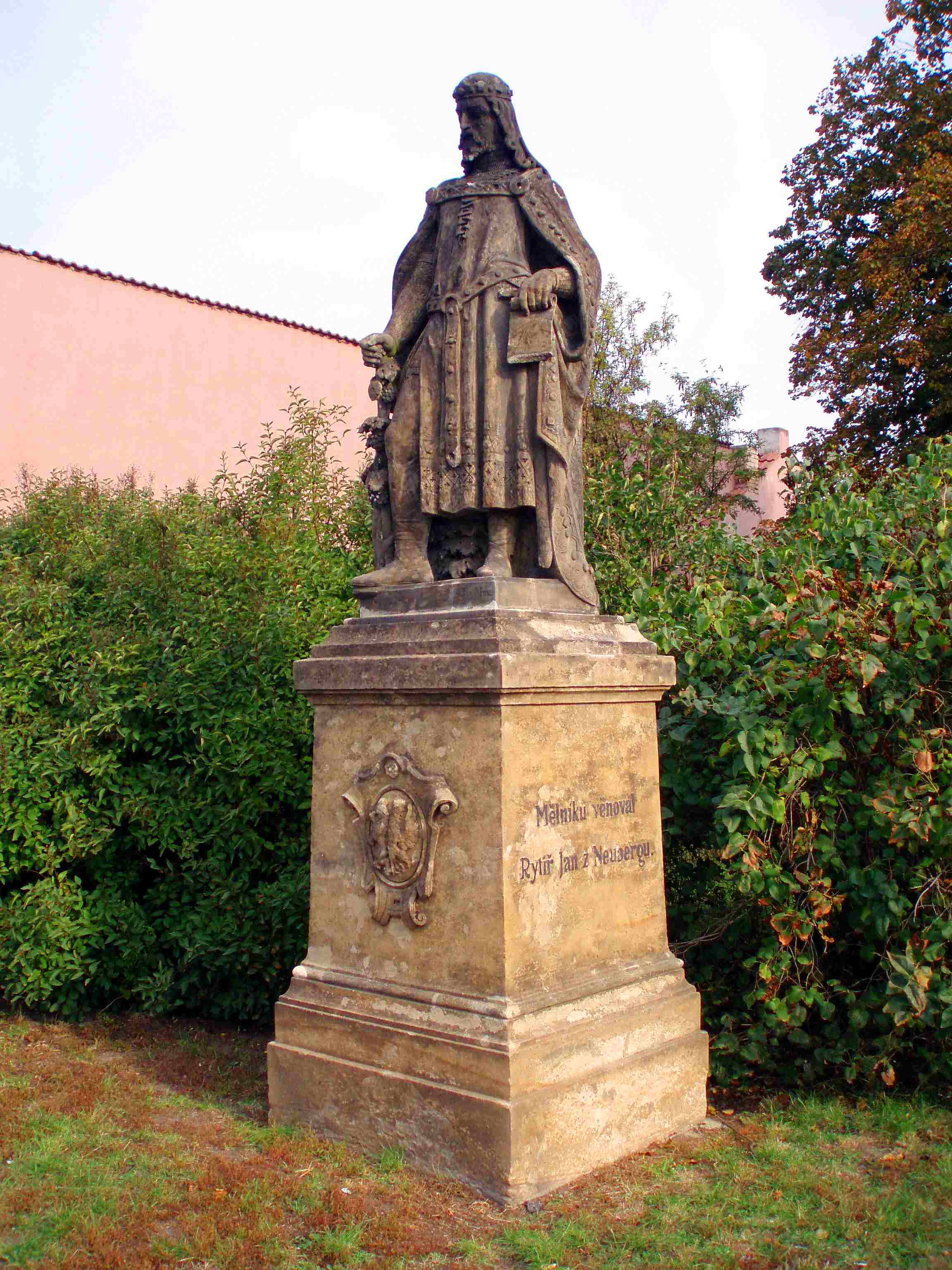
Denkmal Karl IV. oberhalb der Weinberge in Melnik (2006)

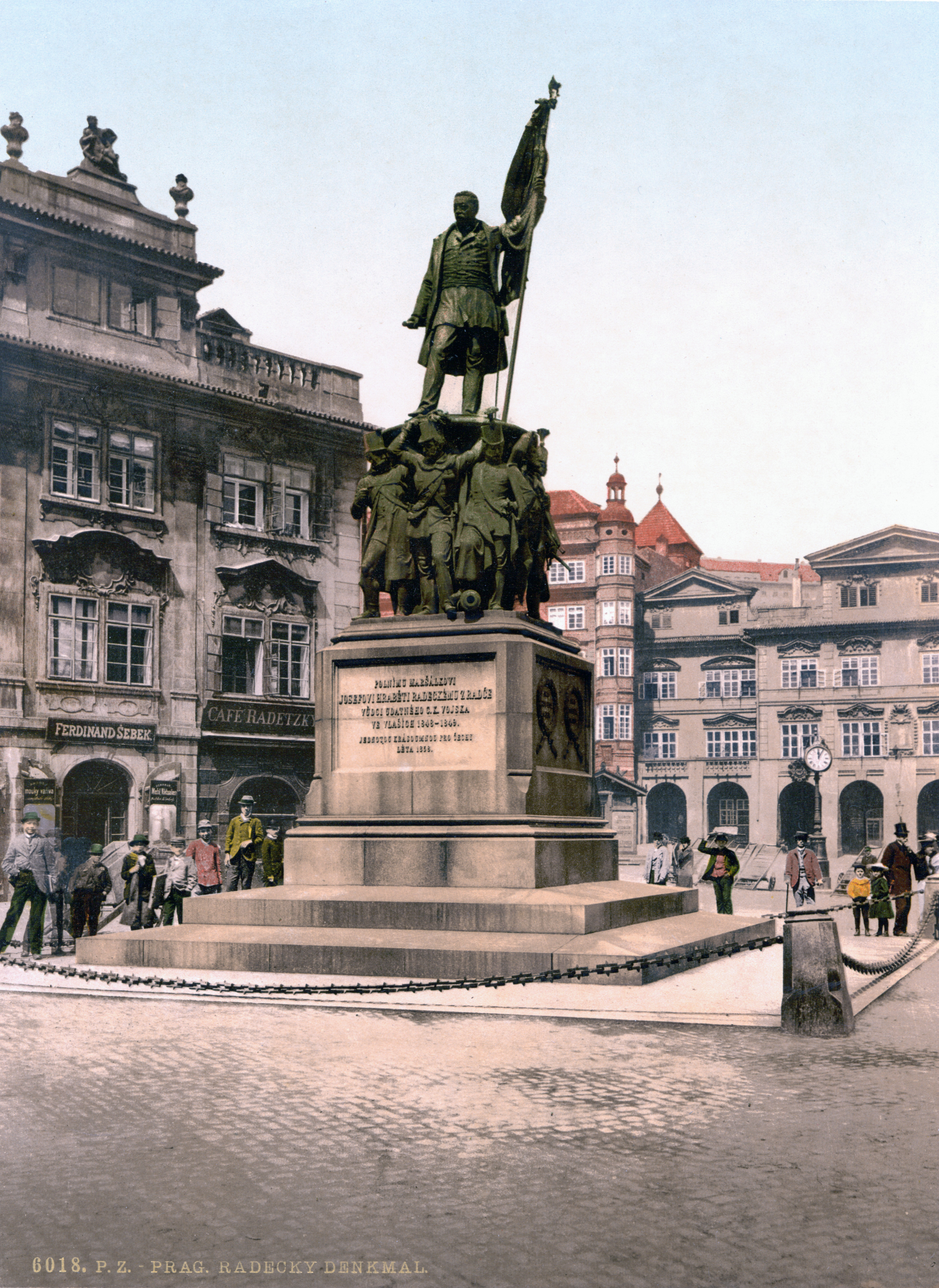
Radetzky-Denkmal in Prag (zusammen mit Emanuel Max), Photolithographie (1890–1905)

Joseph Calanza Max (der Jüngere) (auch Josef; * 16. Januar 1804 in Bürgstein; † 18. Juni 1855 in Prag) war ein böhmischer Bildhauer.

## Leben
Er war das sechste Kind des Malers und Bildhauers Joseph (Josef) Franz Max (der Ältere) (1765–1838) aus Bürgstein.
Er lernte seit 1822 in Prag bei dem Holzbildhauer Wenzel Schuhmann und besuchte daneben die Kunst-Akademie in Prag. An der Werkkunstschule hielt er ab 1843 Modellierkurse.
Er arbeitete vor allem in Nordböhmen und in Prag und hinterließ zahlreiche bekannte Werke, die aus seiner berühmten Bildhauerwerkstatt in Prag stammten. Auf Anregung von Franz Kadlik, ab Herbst 1836 Nachfolger von Joseph Bergler als Direktor der Kunstakademie Prag, entstand das erste in der Neuzeit in Prag errichtete Geschichtsdenkmal, ein Standbild Karls IV. im Hofraume des Hauses von Dr. Andr. Neureuter in der „Großen Karlsgasse“ am Kranners Brunnen am Moldauufer stammen von ihm.
Das Reiterstandbild von Franz I. und die 26 Figuren am Kranners Brunnen am Moldauufer stammen von ihm, das Werk wurde von 1845 bis 1849 zusammen mit Joseph Kranner realisiert. Anschließend schuf er für die Renovierung des Prager Rathauses mehrere lebensgroße Steinfiguren verschiedener Herrscher. Zeitweise wirkte Joseph Max auch als Maler.
Sein jüngerer Bruder Emanuel (1810–1901), dessen Ausbildung er zu großen Teilen selber übernommen hatte, war ebenfalls als Bildhauer tätig.
Josef Calasanza Max heiratete die Tochter Anna († 1872) seines Lehrmeisters. Mit ihr hatte er fünf Kinder, darunter seinen Sohn Gabriel (1840–1915), der später als Maler bekannt wurde.

## Werke (Auswahl)
- Die Auferstehung des Lazarus für Grabmal des Akademiedirektors Joseph Bergler
- Figuren für das Grabmal des Fürsten Rudolf Fürst Kinsky in Slonitz
- Statue Wlasta, die slawische Heldin, Carrara-Marmor, Stallungen der Prager Burg (Vorhalle), Prag
- Grabmal für Joseph Max (den Älteren) auf dem Friedhof in Sloup v Čechách
- Denkmal Karls IV. in Melnik
- Denkmal Přemysl des Pflügers in Královské pole, gestiftet von Familie Nostitz
- Reiterstatue Kaisers Franz I. für Kranners Brunnen in Prag (1850)
- Teile des Radetzky-Denkmals in Prag (zusammen mit seinem Bruder Emanuel Max, posthum 1858 enthüllt)
- Jubiläumssäule Karl IV. im Jean-de-Carro-Park in Karlsbad (posthum 1858 enthüllt)